# Kim Ki-young
Kim Ki-young (김기영; Seul, 10 ottobre 1919 – Seul, 5 febbraio 1998) è stato un regista sudcoreano.
Ha diretto molti film coreani come The Housemaid nel 1960.

## Biografia
Nato nel 1919 a Seul, mostra fin dai primi anni di studio una sensibilità artistica, dedicandosi al teatro e curando la messa in scena di testi di Ibsen e di Cechov. Sarà però l'incontro con uno sceneggiatore durante la Guerra di Corea a cambiare il suo destino: nel 1955 dirige il suo primo film, The Box of Death, e decide di dedicarsi completamente al cinema. In questo primo periodo, fortemente colpito dalle condizioni di vita dei suoi compatrioti durante la guerra e molto influenzato dal neorealismo italiano, dirige film di forte impegno sociale. Negli anni '60 tre nuovi film (fra i quali si segnala The Housemaid) segnano una svolta decisiva nella sua carriera: abbandona la realtà sociale per dedicarsi a un'indagine degli istinti umani più segreti. Si conquisterà così un posto del tutto particolare all'interno dell'industria cinematografica coreana: considerato un anticonformista, verrà isolato e i suoi film subiranno una forte censura. È morto nel febbraio del 1998, proprio alla vigilia dell'omaggio che il Festival di Berlino gli avrebbe dedicato.
Kim Ki-young non ha mai smesso di esplorare temi come la sessualità, il desiderio e la morte, e la sua opera resta spiazzante tanto dal punto di vista formale che tematico: anziché intrighi fortemente strutturati, sceglie sviluppi narrativi deboli che si sviluppano per sequenze antinomiche, dando corpo film dopo film a un cinema di contraddizioni e di deviazioni e sviluppa un'estetica dell'eccesso proprio in un'epoca in cui la società coreana vive una forte crisi d'identità. Il suo gusto per il grottesco, la sua ossessione per la morte, la necrofilia e la descrizione delle frustrazioni sessuali maschili rimangono per lui un modo per ritrarre l'opposizione fra l'antico e il moderno, fra i poveri e i benestanti: in quest'ottica la cosiddetta "trilogia delle cameriere" deve essere considerata come un'esemplare allegoria dei conflitti sociali della Corea negli anni '60.

## Filmografia

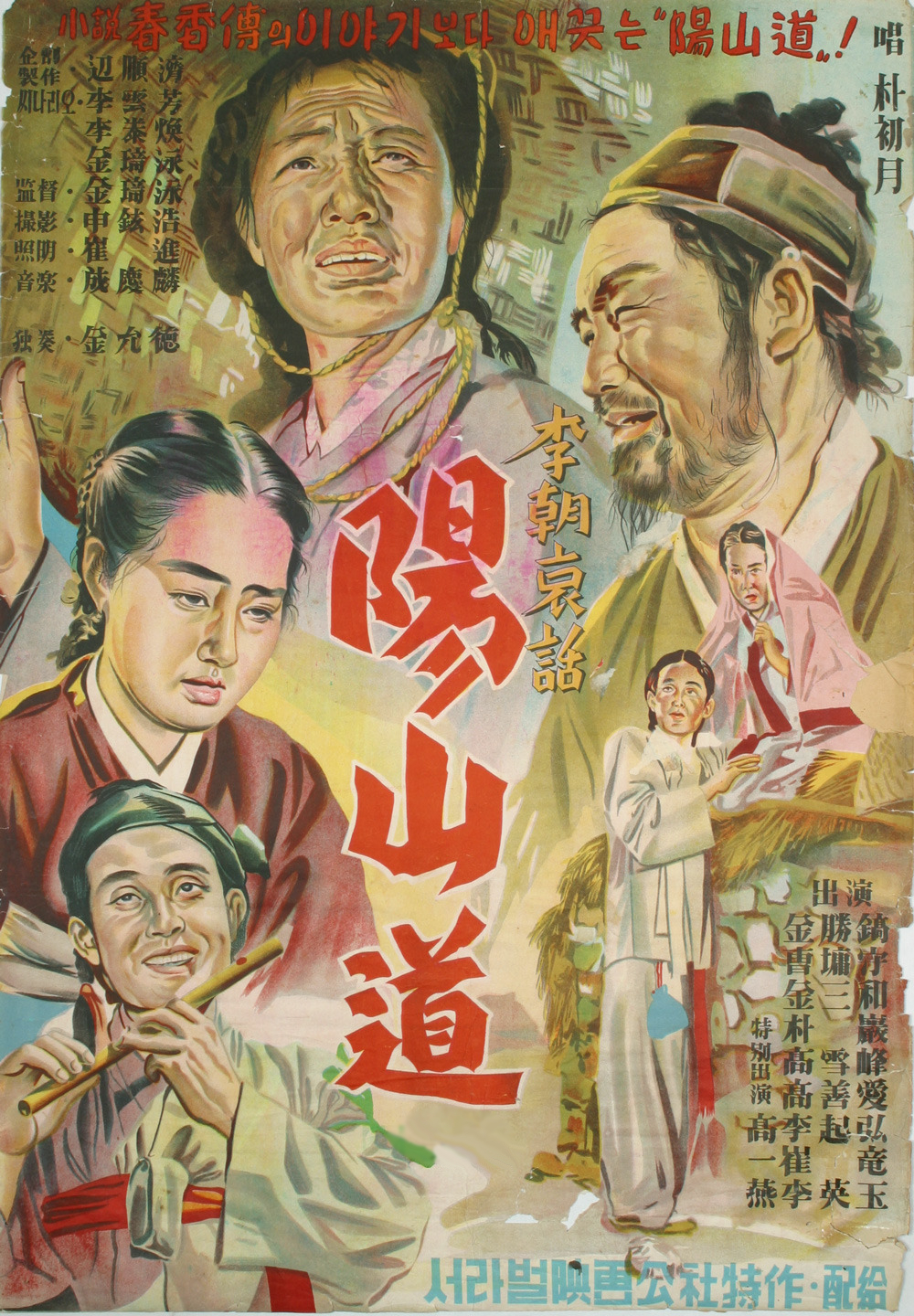
Yangsan do

- 1955 The Box of Death (Jugeomeui Sangja)
- 1955 The Sunlit Path (Yangsando)
- 1956 A Touch-Me-Not (Bongseonhwa)
- 1957 Women at the Front (Yeoseong Jeonseon)
- 1957 Twilight Train (Hwanghon Yeolcha)
- 1958 The First Snow (Choseol)
- 1959 Teenage Rebellion (Sibdaeeui Banhang)
- 1960 A Sad Pastoral Song (Seulpeun Mogga)
- 1960 The Housemaid (Hanyeo)
- 1961 Hyonhaetan Knows Everything (Hyeonhaetanun Algo Issda)
- 1963 Koryojang (Goryeojang)
- 1964 Asphalt (Aseupalteu)
- 1966 Soldiers Talk After Death (Byeongsaneun Jugeoseo Malhanda)
- 1968 Woman, Woman, Woman (Yeo)
- 1969 Hong-rang, the Beauty (Minyeo Hongrangja)
- 1969 Elegy of Ren (Reneui Aega)
- 1970 Woman of Fire (Hwanyeo)
- 1972 The Insect Woman (Chungyo)
- 1973 Cheju Island Terror (Hipijok sal yuk)
- 1974 Transgression (Pagye)
- 1975 Promise of the Flesh (Yugcheeui Yagsok)
- 1976 Family Ties (Hyeolyugae)
- 1977 Iodo (Ieodo)
- 1978 The Soil (Heuk)
- 1978 Killer Butterfly (Salinnabiul jonun yoza)
- 1979 Water Lady (Sunyeo)
- 1980 Numi (Neumi)
- 1981 The Story of Ban Gum-yon (Ban Geum-yeon)
- 1982 Woman of Fire '82 (Hwayo '82)
- 1982 Free Lady (Jayu Cheonyeo)
- 1984 Hunting of Fools (Babo Sanyang)
- 1985 Carnivore (Yugshik Dongmul)
- 1995 A Moment to Die For (Jukeodo Joheon Gyeongheom)